# 여우원숭이청개구리
여우원숭이청개구리(영어: lemur leaf frog)는 청개구리과 흰눈청개구리아과 붉은눈청개구리속의 청개구리 종이다. 코스타리카, 파나마, 콜롬비아 서북부에서 발견된다. 키트리디오미코시스로 인해 생존이 위협받고 있으며, 절멸위급종으로 분류된다.